# Carl Adolph Danckwardt
Carl Adolph Danckwardt, född 12 oktober 1743 på Göingeholm i Häglinge socken, död 5 december 1806 på Sveaborg, var en svensk sjömilitär. Han var farbror till Magnus Georg Danckwardt.

## Biografi
Carl Adolph Danckwardt var son till lagmannen Carl Gustaf Danckwardt. Han blev extra kadett vid amiralitetets kadettkår i Karlskrona 1760 då pommerska kriget ännu pågick och blev redan året därpå konstituerad löjtnant för att tjänstgöra vid den då just färdigbyggda turuman Norden som skulle avgå till Frisches Haff, men överflyttades snart till den armerade slupen Jupiter. Sommern därpå kommenderades Danckwardt, som i mars 1762 utnämnts till fänrik vid arméns flottan till slupen Neptunus i Frisches Haff, där han kvarblev till krigets slut, dock utan att delta i några betydande krigshändelser.
Efter freden tjänstgjorde han vid Arméns flottas Stockholmseskader och deltog i flera sjömätningsexpeditionen till den finska skärgården. Då arméns flotta upplöstes och galäreskadern lades under örlogsflottan försämrades Danckwardts befordringsmöjligheter. Snart återupprättades dock försvarsgrenen med förläggning i Finland, dit Danckwart överflyttades. 1771 blev han befordrad till löjtnant, 1774 till kapten och 1777. Under tiden var han 1772-1773 tillförordnad överjägmästare i Kristianstads län. 1777 blev han varvsmajor vid Sveaborg, och var en av de drivande krafterna bakom det rustningsarbete som genomfördes där inför utbrottet av Gustav III:s ryska krig.
Under det första krigsåret 1788 förde Danckwardt närmast under Michael Anckarsvärd befälet över en avdelning skärgårdsfartyg med uppdrag att täcka kustarméns högra flank. I det syfte tog han under sensommaren ställning i skärgården utanför Kymmene älvs östra utlopp. Sedan armén i oktober dragit sig tillbaka, retirerade även Danckwardt och förlade sina fartyg i Kungshamn, tills isen tvingade honom att föra tillbaka fartygen till vinterläger i Sveaborg. Några strider förekom inte.
Under 1789 kommenderade Danckwardt som i juni befordrades till överstelöjtnant befälet över en fördelning kanonslupar i den del av skärgårdsflottan som stod under Carl August Ehrensvärds befäl. Med denna avdelning deltog han förpostfäkningarna vid Korkeasaari 15 augusti och i slaget vid Svensksund 24 augusti. Sedan Ehrensvärd skiljts från flottan och övriga äldre befälhavare stupat eller tillfångatagits fick Danckwardt uppgiften att leda flottans reträtt till Svartholms fästning, något som han på ett förtjänstfullt sätt löste. Efter att ha deltagit i skärgårdsflottans reorganisation, fick han på hösten befälet över en turumadivision i en avdelning som sänts för att försöka fördriva några ryska linjeskepp och fregatter från deras ankarplats vid Barösund. Uppdraget visade sig vara omöjligt att utföra, men sedan de ryska fartygen frivilligt dragit sig tillbaka från sin position, återvände Danckwardt med sin styrka i oktober till Sveaborg. 30 november utsågs han till chef för det finska lotsväsendet men kvarstod i den finska eskaderns stat och aktiv krigstjänst.
Under sista krigsåret 1790 kommenderade Danckwardt på nytt en avdelning skärgårdsfartyg inom Arméns flotta. Med denna deltog han i det framgångsrika anfallet på Fredrikshamn den 15 maj, där den av honom ledda styrkan bildade vänstra flygel. Då skärgårdsflottan under sin fortsatta offensiv österut anlänt till Pittkäpassi, blev Danckwardt på grund av sin kännedom om vattnen avdelat att vid behov med de mindre roddfartygen taga sig fram närmare kusten till Björkösund, något som dock aldrig behövdes. Under Viborgska gatloppet utsågs han även genom sin kännedom av vattnen att vara Gustaf III följaktig som andre flaggadjutant. Troligen var det Danckwardt betydelse som lots som gjorde att han nu inte återfick befälet över sin kanonslupsdivision, och därför inte kom att delta i Slaget vid Svensksund.
Efter krigets slut fortsatte han att tjänstgöra som överlotsdirektör vid arméns flottas finska eskader. 1795 befordrades han till överste. 1797-1801, då ordinarie eskaderchefen Carl Olof Cronstedt vistades i Stockholm som generaladjutant för flottorna, var Danckwardt ställföreträdande chef för eskadern. Under denna tid befordrades han 1800 till konteramiral av blå flaggen och erhöll 1801 överstelöjtnants lön och chefskap över ett volontärkompani. 1802 blev Danckwardt generaladjutant hos Gustav IV Adolf.
Danckwart blev 1789 riddare av Svärdsorden och erhöll 1791 Fredrikshamnsmedaljen.